# Кузнецов, Александр Дмитриевич
Александр Дмитриевич Кузнецов  (15 февраля 1951, Тула, СССР) — советский футболист и футбольный тренер. Мастер спорта СССР. Заслуженный тренер России. Женат, имеет дочь.

## Карьера

### В качестве футболиста
Выступал за команды:
- «Металлург» Тула (1968—1969)
- ЦСКА (1970—1977)

### В качестве тренера
- Помощник главного тренер ЦСКА (1988—1993)
- Помощник главного тренер МПКЦ (1997—1998)
- Главный тренер «Славия» Мозырь 1999—2000)
- Помощник главного тренер ЦСКА (2001—2003)
- И.о. главного тренера ЦСКА (2001)
- Главный тренер «Салют-Энергия» Белгород (апрель 2004 — июнь 2004)
- Главный тренер «Гомель» (2004)
- Тренер ЦСКА (2005—2006)
- Главный тренер «Варяги» (Москва) (с 2009)
- Тренер детской футбольной секции "Динамо" (Тула) (с 2021)

## Достижения

### В качестве футболиста
- Чемпион СССР (1970)

### В качестве тренера
- Чемпион Белоруссии (2000)
- Обладатель Кубка Белоруссии (2000)